# Territorialsystem
Territorialsystemet er en betegnelse for det
kirkeforfatningssystem, som gør et lands kirke og konfession
afhængig af landsherrens myndighed og religiøse
stade.
Territorialsystemet er gennemførelsen af reglen
Cuius regio, eius religio. Til en vis grad kan man
sige, at territorialsystemet stammer fra den antikke verden,
navnlig fra romerne, da de knyttede
religionen nøje til statslivet og gjorde den enkeltes
religion afhængig af statens. Det er dog først
efter reformationen og i de evangeliske kredse,
at territorialsystemet i sin egentlige form opstår, og den har
her sit udspring i den tanke, at landsherren,
som hersker efter Guds anordning, også har
den pligt at varetage kirkens interesse. Efter
sagens natur vil territorialsystemet derfor være nøje knyttet
til den absolutistiske regeringsform.